# Aleurodiscus mirabilis
Aleurodiscus mirabilis är en svampart som först beskrevs av Berk. & M.A. Curtis, och fick sitt nu gällande namn av Franz Xaver von Höhnel 1909. Aleurodiscus mirabilis ingår i släktet Aleurodiscus och familjen Stereaceae.   Inga underarter finns listade i Catalogue of Life.